# Toh, è morta la nonna!
Pour plus de détails, voir Fiche technique et Distribution.
Toh, è morta la nonna! est un film italien réalisé par Mario Monicelli, sorti en 1969.

## Fiche technique
- Titre : Toh, è morta la nonna!
- Réalisation : Mario Monicelli
- Scénario : Mario Monicelli, Luisa Montagnana, Luigi Malerba et Stefano Strucchi
- Photographie : Luigi Kuveiller
- Montage : Ruggero Mastroianni
- Musique : Piero Piccioni
- Pays de production : Italie
- Format : Couleurs
- Genre : comédie noire
- Date de sortie : 1969

## Distribution
- Wanda Capodaglio : Adelaide Ghia, la grand-mère
- Valentina Cortese : Ornella
- Carole André : Claretta
- Ray Lovelock : Carlo Alberto Ghia
- Riccardo Garrone : Galeazzo Ghia
- Peter Chatel : Guido
- Luigi De Vittorio : Don Mario
- Vera Gherarducci : Gigliola
- Sirena Adgemova : Sparta
- Helena Ronee : Titina
- Sergio Tofano : le grand-père